# Tom Hartley (Cricketspieler)
Tom William Hartley (* 3. Mai 1995 in Ormskirk, Vereinigtes Königreich) ist ein englischer Cricketspieler, der seit 2023 für die englische Nationalmannschaft spielt.

## Kindheit und Ausbildung
Tom ist Sohn des Leichtathleten Bill Hartley, der unter anderem 1974 Europameister mit der 4-mal-400-Meter-Staffel wurde. Aufgewachsen in Ormskirk spielte er als Teenager Club-Cricket in der Liverpool and District Cricket Competition.

## Aktive Karriere
Hartley gab sein First-Class-Debüt für Lancashire in der Saison 2020. Als sich Craig Overton verletzte, wurde er für die ODI-Serie gegen Irland im September 2023 nominiert und gab dort sein Nationalmannschafts-Debüt. Im Januar wurde er für die Test-Serie in Indien berufen und konnte bei seinem Debüt 7 Wickets für 62 Runs erreichen. Damit half er beim einzigen Sieg Englands bei dieser Tour. Im zweiten Test erzielte er 4 Wickets für 77 Runs und im vierten 3 Wickets für 68 Runs. Im April 2024 wurde er für den ICC Men’s T20 World Cup 2024 nominiert.